# Юл'яли
Юл'я́ли (рос. Юлъялы, марій. Юлъял) — село у складі Гірськомарійського району Марій Ел, Росія. Входить до складу Кузнецовського сільського поселення.

## Населення
Населення — 137 осіб (2010; 175 у 2002).
Національний склад (станом на 2002 рік):
- гірські марійці — 87 %